# Út a vadonba (film)
Az Út a vadonba (Into the Wild) egy 2007-es amerikai film Jon Krakauer 1996-os, azonos című non-fiction regénye alapján, amely Christopher McCandless kalandjait követi nyomon. A film rendezője és a forgatókönyvíró egyaránt Sean Penn, a főszerepben pedig Emile Hirsch látható. Feltűnik még epizódszerepben Marcia Gay Harden, William Hurt, Vince Vaughn és Hal Holbrook is.
Az ősbemutató a 2007-es Telluride Filmfesztiválon volt szeptember 1-jén, az amerikai mozikban ugyanezen év szeptember 21-étől játszották kiválasztott városokban, majd októbertől országos szinten is. A magyar premier 2008. április 3-án volt.
Az Út a vadonba elnyerte a legjobb betétdalért járó Arany Glóbusz-díjat, továbbá két Oscar-jelölést kapott, köztük Hal Holbrook a legjobb férfi mellékszereplő kategóriában.

## Szereplők
| Karakter          | Színész            | Magyar hang        |
| ----------------- | ------------------ | ------------------ |
| Chris McCandless  | Emile Hirsch       | Dányi Krisztián    |
| Billie McCandless | Marcia Gay Harden  | Antal Olga         |
| Walt McCandless   | William Hurt       | Rosta Sándor       |
| Carine McCandless | Jena Malone        | Bogdányi Titanilla |
| Rainey            | Brian H. Dierker   | Széles László      |
| Jan Burres        | Catherine Keener   | Farkasinszky Edit  |
| Wayne Westerberg  | Vince Vaughn       | Bognár Zsolt       |
| Tracy Tatro       | Kristen Stewart    | Szabó Zselyke      |
| Ron Franz         | Hal Holbrook       | Versényi László    |
| Kevin             | Zach Galifianakis  | Kapácsy Miklós     |
| Mads              | Thure Lindhardt    | Mikula Sándor      |
| Sonja             | Signe Egholm Olsen | Fésűs Bea          |

## Történet
Christopher McCandless kiváló tanuló és atléta az Emory Universityn. Lediplomázását követően úgy dönt, a bankszámláján lévő 24 ezer dollárnyi teljes megtakarítását jótékony célra ajánlja, maradék pénzét pedig elégeti. Stoppal az alaszkai vadon felé veszi az irányt, hogy a társadalomtól távol éljen. Kalandjai során számos különös emberrel hozza össze a sors, akiknek életét Chris örökre megváltoztatja, mielőtt szembenéz a természet veszélyeivel.

## Háttér

### A szereplők
Sean Penn tíz évet várt a film elkészítésével, hogy biztosan megkapja a McCandless család támogatását (a film végefőcímében külön köszönetet nyilvánítanak nekik az alkotók). Mikor a színész-rendező először kezdett érdeklődni a projekt iránt, Leonardo DiCapriót képzelte el Christopher McCandless, és Marlon Brandót Ron Franz szerepére. Emile Hirsch tizennyolc kilót adott le, hogy eljátszhassa a főszerepet. A filmben egy jelenetben sem helyettesíti őt dublőr, így a színész látható vadvízi evezés közben, egy barna medve közvetlen közelében és sziklák megmászásakor is. Brian Dierkert eredetileg technikai konzultánsként alkalmazták a forgatáson a vadvízi evezéses jelenetekhez; Sean Penn azután osztotta rá Rainey szerepét, hogy Hirsch ajánlotta neki. Tracy eljátszására, akit Kristen Stewart alakít, Daveigh Chase is jelentkezett. A nyitójelenetben látható sofőr, aki odaadja csizmáit Chrisnek, saját magát alakítja a filmben. Ő Jim Gallien, aki utoljára látta élve Chris McCandlesst.

### A forgatás
Az Emory College-ban játszódó diplomaosztó-jeleneteket 2006 őszén vették fel a Reed College-nál, de akad köztük olyan is, amely valóban a cselekményben szereplő intézmény ceremóniáján készült, 2006. május 15-én. Az alaszkai, buszos terület színhelyéül Cantwell városa szolgált, ami negyven mérföldre délkeletre található a filmben ábrázolt helyszíntől. A stáb négy különböző utat tett meg az USA legészakibb tagállamába, hogy az évszakok váltakozását kellően rögzíthessék. Alaszka mellett Oregon, Nevada, Arizona, Dél-Dakota, Kalifornia és Georgia államban is folyt a forgatás. A film DVD-kiadásán látható werkfilm szerint a jávorszarvas, amit Chris elejt a filmben, egy, az alaszkai országúton talált elütött példány volt.

## Filmzene
A film kísérőzenéjét Michael Brook szerezte, míg a betétdalokat Kaki King és Eddie Vedder, a Pearl Jam gitárosa és énekese írta. Vedder pusztán Sean Penn kérésére vállalta el a filmzenét, semmit nem tudván magáról a filmről. A „Guaranteed” című, a film végefőcíme alatt hallható dal elnyerte a legjobb eredeti betétdalnak járó Golden Globe-ot, és jelölték Grammy-díjra is.

## Fogadtatás
Az Út a vadonba meleg fogadtatásra lelt a kritikusok körében. A véleményeket összegyűjtő Rotten Tomatoes oldalán 83% százalékban olvasható pozitív írás a több mint 160-ból.
Roger Ebert a Chicago Sun-Timestól a maximális értékeléssel jutalmazta az általa „lenyűgözőnek” nevezett filmet. Kiemelte Emile Hirsch „hipnotikus alakítását”, így írván róla: „Nagyszerű színészi játék, s több mint játék.” Ebert véleménye szerint „A film részben azért olyan jó, mert, úgy gondolom, sokat jelent író-rendezőjének.”
Az Amerikai Filmintézet beválasztotta az Út a vadonba című filmet a 2007-es AFI Movie of the Year-listájára, míg a National Board of Review az év tíz legjobb filmje között szerepeltette.

### Jelentősebb díjak és jelölések
| Díj              | Kategória                                            | Jelöltek                                 | Nyert-e? |
| ---------------- | ---------------------------------------------------- | ---------------------------------------- | -------- |
| Oscar-díj        | legjobb mellékszereplő színész                       | Hal Holbrook                             |          |
| Oscar-díj        | legjobb vágás                                        | Jay Cassidy                              |          |
|                  |                                                      |                                          |          |
| Golden Globe-díj | legjobb eredeti filmzene                             | Michael Brook, Kaki King és Eddie Vedder |          |
| Golden Globe-díj | legjobb eredeti betétdal                             | Eddie Vedder a „Guaranteed” című dalért  |          |
|                  |                                                      |                                          |          |
| Grammy-díj       | legjobb dal; film, televízió vagy más vizuális média | Eddie Vedder a „Guaranteed” című dalért  |          |

A film további 7 díjat nyert el különböző kritikusi és szakmai szervezetektől.